# Kisarawe (Distrikt)
Kisarawe ist ein Distrikt der Region Pwani in Tansania. Er grenzt im Norden an den Distrikt Kibaha, im Nordosten an die Region Daressalam, im Osten an den Distrikt Mkuranga, im Süden an die Distrikte Kibiti und Rufiji und im Westen an die Region Morogoro.

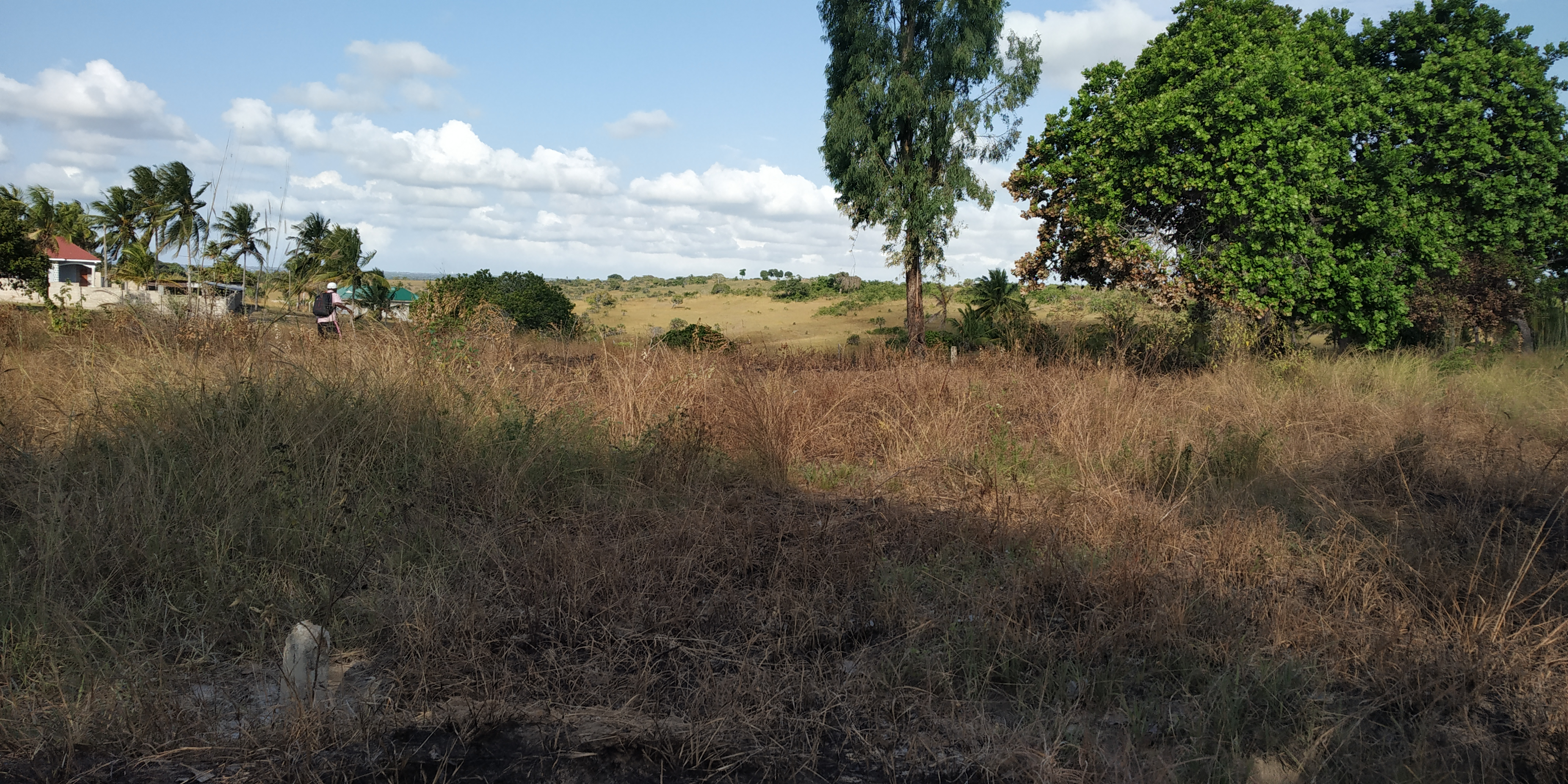
Landschaft in Kisarawe.

## Geographie
Kisarawe hat eine Fläche von 4464 Quadratkilometer und 159.226 Einwohner (Volkszählung 2022). Das Land ist hügelig und liegt in einer Höhe von 100 bis 400 Meter über dem Meer. Es wird von mehreren Flüssen in den Indischen Ozean entwässert. Die wichtigsten Flüsse sind der Ruvu, der die Nordwestgrenze bildet, und der Mzinga, der in Daressalam in den Indischen Ozean mündet. Das Klima in Kisarawe ist tropisch. Die Niederschläge von rund 1000 Millimeter im Jahr fallen in zwei Regenzeiten. Die erste dauert von Oktober bis Januar, die zweite von März bis Juni. Die Durchschnittstemperatur liegt bei 29 Grad Celsius.

## Geschichte
Der Distrikt wurde im Jahr 1972 als einer von vier Distrikten der neuen Region Pwani eingerichtet. Im Jahr 1979 wurde im Norden ein Teil von Kisarawe abgetrennt, um den neuen Distrikt Kibaha zu schaffen und 1995 wurde der östliche Teil von Kisarawe abgespaltet und zum neuen Distrikt Mkuranga erklärt.

## Verwaltungsgliederung
Der Distrikt ist in die vier Divisionen Sungwi, Maneromango, Mzenga und Cholesamvula und 17 Bezirke (Wards) gegliedert.
- Boga
- Chole
- Kazimzumbwi
- Kibuta
- Kiluvya
- Kisarawe
- Kurui
- Mafizi
- Maneromango
- Marumbo
- Marui
- Masaki
- Msanga
- Msimbu
- Mzenga
- Vihingo
- Vikumburu

## Bevölkerung
Die Einwohnerzahl sank von 193.263 im Jahr 1988 auf 95.323 bei der Volkszählung 2002, da der Distrikt in dieser Zeit geteilt wurde. Danach stieg die Bevölkerungszahl auf 101.598 im Jahr 2012. In diesem Jahr sprachen 61 Prozent der Über-Fünfjährigen Swahili, neun Prozent Swahili und Englisch, 29 Prozent waren Analphabeten. Bei der Volkszählung 2022 lebten 159.226 Menschen in 44.180 Haushalten:
| Volkszählung | Einwohner |
| ------------ | --------- |
| 1988         | 78.290    |
| 2002         | 95.323    |
| 2012         | 101.598   |
| 2022         | 159.226   |

## Einrichtungen und Dienstleistungen
- Bildung: Im Distrikt befinden sich 87 Grundschulen und 21 weiterführende Schulen (Stand 2020).[10]
- Gesundheit: Medizinisch versorgt wird die Bevölkerung in einem Krankenhaus, drei Gesundheitszentren und 31 Apotheken.[11]

## Wirtschaft und Infrastruktur
| Die wichtigsten Wirtschaftszweige sind die Landwirtschaft mit Ackerbau und Viehzucht und der Bergbau. - Landwirtschaft: Die wichtigsten Anbauprodukte sind Mais, Reis, Maniok, Bohnen, Tomaten, Wassermelonen, Cashewnüsse, Kokosnüsse, Bananen und Jakobsfrüchte. Der Großteil der Bearbeitung erfolgt mit der Hand, gefolgt von Ochsen und Traktoren (Stand 2003). Von den 25.000 Haushalten besaß im Jahr 2012 etwa die Hälfte Nutztiere, vor allem Hühner aber auch Rinder. - Bergbau: Im Distrikt wird Kaolin abgebaut. | Hier fehlt eine Grafik, die leider im Moment aus technischen Gründen nicht angezeigt werden kann. Wir arbeiten daran! |

Kisarawe hat einen Wahlkreis, in dem alle fünf Jahre ein Distriktrat (District council) mit 17 Ratsmitgliedern gewählt wird. Zusätzlich werden sechs weibliche Ratsmitglieder ernannt.

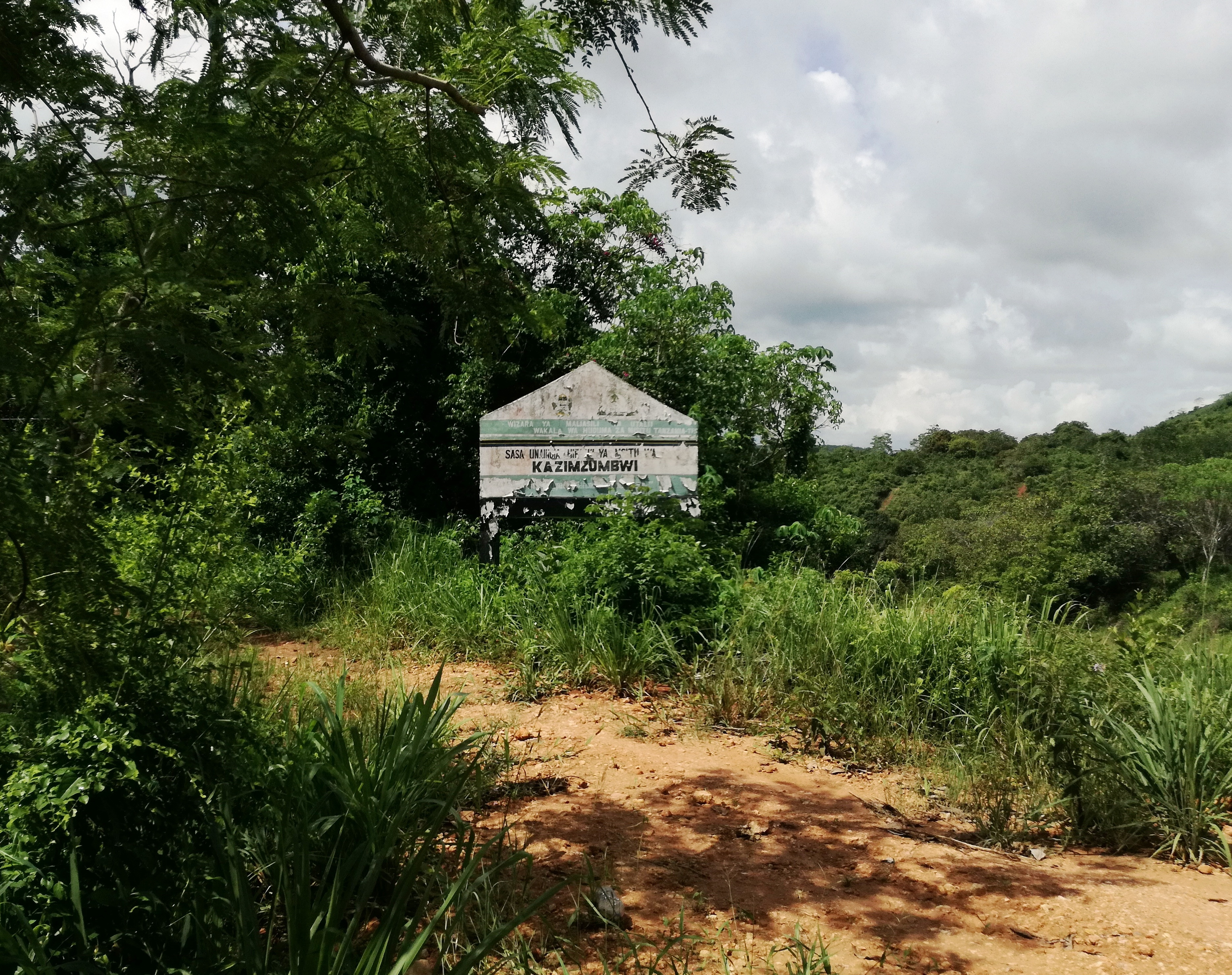
Eingang zum Kazimzubwi-Waldreservat.

## Reservate
- Kazimzumbwi-Waldreservat: Das 4887 Hektar große Waldreservat wurde im Jahr 1936 eingerichtet. Landwirtschaft und Holzeinschlag wurden bis in die 1970er Jahre toleriert, was zu einer teilweisen Entwaldung führte. Im Jahr 2019 pflanzte WWF 20.000 Bäume in den am schwersten betroffenen Gebieten.[17]
- Pugu Hills Waldreservat: Von den etwa 2000 Hektar sind nur noch 400 in gutem Zustand (Stand 2011).[18]
- Ruvu South Waldreservat: Von den ursprünglichen 35.000 Hektar waren im Jahr 2011 noch 10.000 Hektar Wald erhalten.[18]